# Lukas B. Amberger
Lukas B. Amberger (* 1993 in München) ist ein deutscher Schauspieler und Bühnendarsteller.

## Leben
Lukas Amberger-Baumeister stammt aus einer Schauspielerfamilie. Seine Eltern sind die Schauspieler Katja Amberger und Edwin Noël-Baumeister. Er ist der jüngere Halbbruder der Schauspielerinnen Muriel und Peri Baumeister.
Amberger, der in München und teilweise in Costa Rica aufwuchs, stand ab 2011 für diverse TV-Projekte vor der Kamera. Nach einem Casting erhielt er seine erste TV-Rolle in der deutschen Mysteryserie Fluch des Falken, in der er die durchgehende Rolle des sportbegeisterten Johannes „John“ Haberkorn spielte. Für die Dreharbeiten war er drei Monate vom Schulbesuch beurlaubt. Es folgten Episodenrollen in den TV-Serien Die Chefin, Um Himmels Willen und SOKO München. Anschließend besuchte er Schauspielcoachings (u. a. bei Matthias Beier) und nahm Unterricht in Bühnenkampftechnik, Schauspieltechnik und Method Acting.
In der Sat1-Produktion Nackt. Das Netz vergisst nie. (2017) spielte er eine Nebenrolle. Eine durchgehende Hauptrolle hatte er als Internatsschüler, dessen Abitur in Gefahr ist, und Sohn der Leichtathletiktrainerin Bianca Racke (Franziska Schlattner) in der ZDF-Fernsehreihe Gipfelstürmer – Das Berginternat (2019). Im „Franken-Tatort“ Die Nacht gehört dir (Erstausstrahlung: März 2020) verkörperte Amberger unter der Regie von Max Färberböck die Hauptrolle des jungen „mit seiner Verzweiflung allein gelassenen“ Klavierlehrers Anton Steiner, der vorgibt, Musikstudent zu sein. In der 20. Staffel der TV-Serie SOKO Kitzbühel (2022) übernahm er eine Episodenrolle als ehrgeiziger Entrepreneur Tim Trebo. Im TV-Film Kati – Eine Kür, die bleibt (2024) spielte er in einer Nebenrolle den Eiskunstläufer Ingo Steuer. In der 4. Staffel der ARD-Vorabendserie Watzmann ermittelt (2024) war er an der Seite von Bettina Redlich in einer Episodenrolle als tatverdächtiger Student und Sohn einer Gastwirtin zu sehen.
Amberger, der Klavier und Gitarre spielt, wirkte neben seiner Schauspieltätigkeit auch in mehreren musikalischen Produktionen mit. Er war Mitglied der Bayerischen Singakademie und sang im Bayerischen Landesjugendchor. Von 2018 bis 2020 studierte er Gesang (Tenor) im Fachbereich Musiktheater/Oper an der Hochschule für Musik Nürnberg zunächst bei Íride Martínez, später bei Jan Hammar. 2019 sang er die Rollen Pluto/Aristeus in der Offenbach-Operette Orpheus in der Unterwelt in einer Produktion der Hochschule, die auch im Stadttheater Göggingen und im Kubiz (Kultur- und Bildungszentrum) in Unterhaching zu sehen war. 2021 trat er als Belmonte in Die Entführung aus dem Serail in einer Produktion des Künstlerensembles „INNszenierung“ auf. Im September 2022 gehörte Amberger zu den Gesangssolisten bei einer konzertanten Aufführung von Carl Orffs Oper Der Mond. In der Spielzeit 2022/23 war er am Staatstheater Nürnberg als Malvolio in Gordon Kampes moderner Shakespeare-Kammeroper „Ich will Lächeln, lächeln, lächeln“ unter der musikalischen Leitung von Guido J. Rumstadt zu sehen.
Lukas B. Amberger lebt in Nürnberg und München.

## Filmografie (Auswahl)
- 2011–2012: Fluch des Falken (Fernsehserie)
- 2013: Die Chefin: Sperrbezirk (Fernsehserie, eine Folge)
- 2015: Um Himmels Willen: Echte Freunde (Fernsehserie, eine Folge)
- 2015: SOKO München: Herzblut (Fernsehserie, eine Folge)
- 2017: Nackt. Das Netz vergisst nie. (Fernsehfilm)
- 2019: Gipfelstürmer – Das Berginternat (Fernsehreihe)
- 2020: Tatort: Die Nacht gehört dir (Fernsehreihe)
- 2021: SOKO Kitzbühel: Start Up (Fernsehserie, eine Folge)
- 2022: Der Alte: Verantwortung (Fernsehserie, eine Folge)
- 2022: Die Verteidigerin – Der Gesang des Raben (Fernsehfilm)
- 2024: Kati – Eine Kür, die bleibt (Fernsehfilm)
- 2024: Watzmann ermittelt: Trugschluss (Fernsehserie, eine Folge)

## Auszeichnungen
- 2021: 1. Preis beim internationalen HUGO 21' Wettbewerb / Festival Montforter Zwischentöne